# Gare J-Village
La gare J-Village (Jヴィレッジ駅, Jvirejji-eki), est une gare ferroviaire de la ligne Jōban, située à Naraha, dans la préfecture de Fukushima, au Japon. Inaugurée le 20 avril 2019, elle est gérée par la compagnie JR East.

## Situation ferroviaire
La gare J-Village est située dans le bourg de Naraha (préfecture de Fukushima), sur la ligne Jōban, entre les gares de Hirono et Kido.

## Histoire
La gare J-Village, dont la construction démarre en mai 2018 et l'accès est temporairement ouvert la même année, est inaugurée le 20 avril 2019, après la réouverture complète de la ligne Jōban, le 14 mars 2020,. Elle doit son nom au complexe sportif J-Village, symbole de la reconstruction de la région touchée par la catastrophe de mars 2011.

## Services aux voyageurs

### Accès et accueil
La gare dispose d'un guichet, ouvert tous les jours.

### Desserte

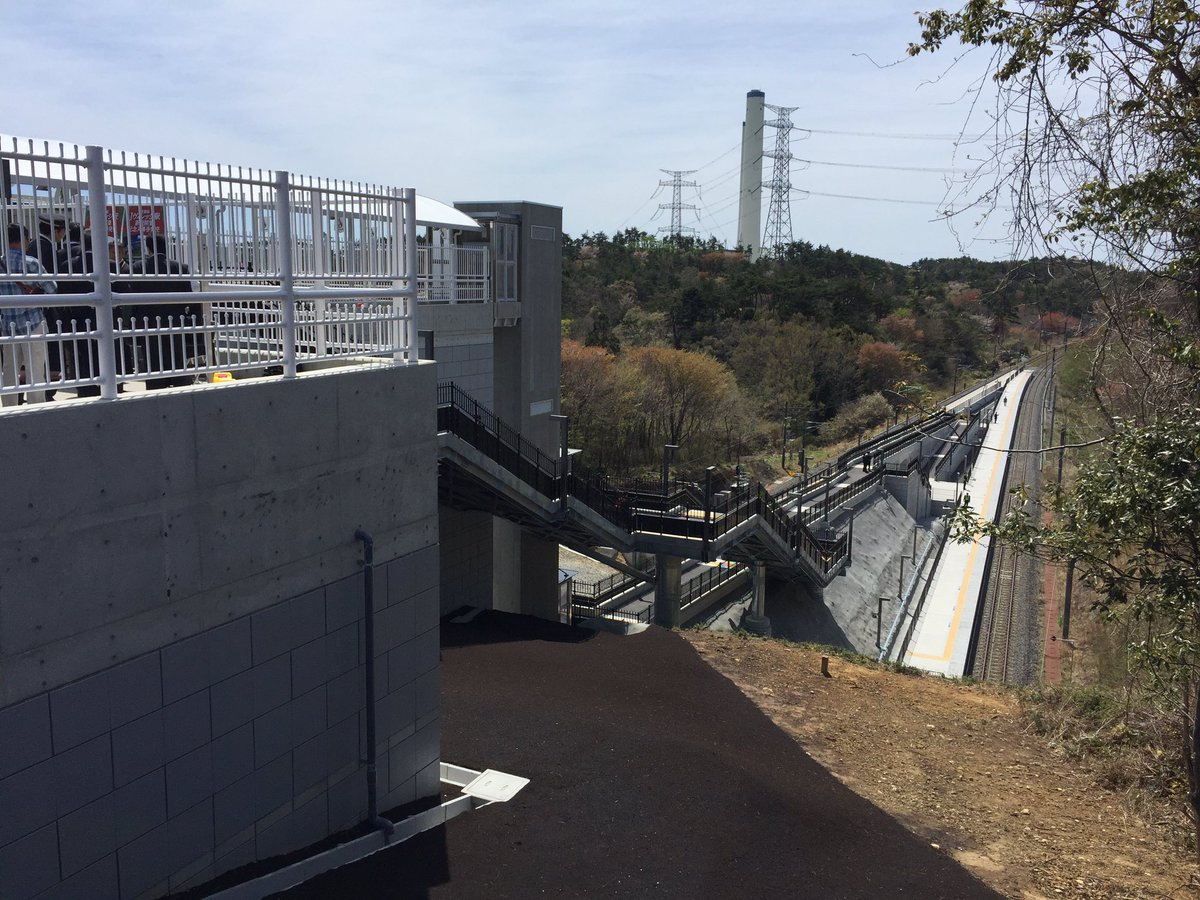
Vue des quais.

- Ligne Jōban :
  - voie 1 : direction Haranomachi
  - voie 2 : direction Iwaki